# Hans Christian Jacobaeus
Hans Christian Jacobaeus (ur. 29 maja 1879 w Skarhult, zm. 29 października 1937 w Sztokholmie) – szwedzki lekarz, pionier torakoskopii i laparoskopii.
Od 1916 roku profesor na Karolinska Institutet w Sztokholmie. Od 1925 do śmierci w 1937 był członkiem Komitetu Noblowskiego. W 1910 roku korzystając z cystoskopu, przeprowadził pierwszą diagnostyczną torakoskopię. W 1911 roku na łamach "Münchner Medizinischen Wochenschrift" opublikował pracę, w której zaproponował możliwość badań diagnostycznych jam surowiczych ciała przy pomocy cystoskopu. Przed nim, w 1901 roku, drezdeński lekarz Georg Kelling (1866–1945) przeprowadził pierwszą laparoskopię u psa, i podobno przed Jacobaeusem, u ludzi, nie opublikował jednak swoich doniesień.